# Nahirne, Dolînska
Nahirne (în ucraineană Нагірне) este un sat în comuna Ivanivka din raionul Dolînska, regiunea Kirovohrad, Ucraina.

## Demografie
Componența lingvistică a localității Nahirne
     Ucraineană (97,44%)
     Rusă (2,56%)
Conform recensământului din 2001, majoritatea populației localității Nahirne era vorbitoare de ucraineană (97,44%), existând în minoritate și vorbitori de rusă (2,56%).